# Garret FitzGerald

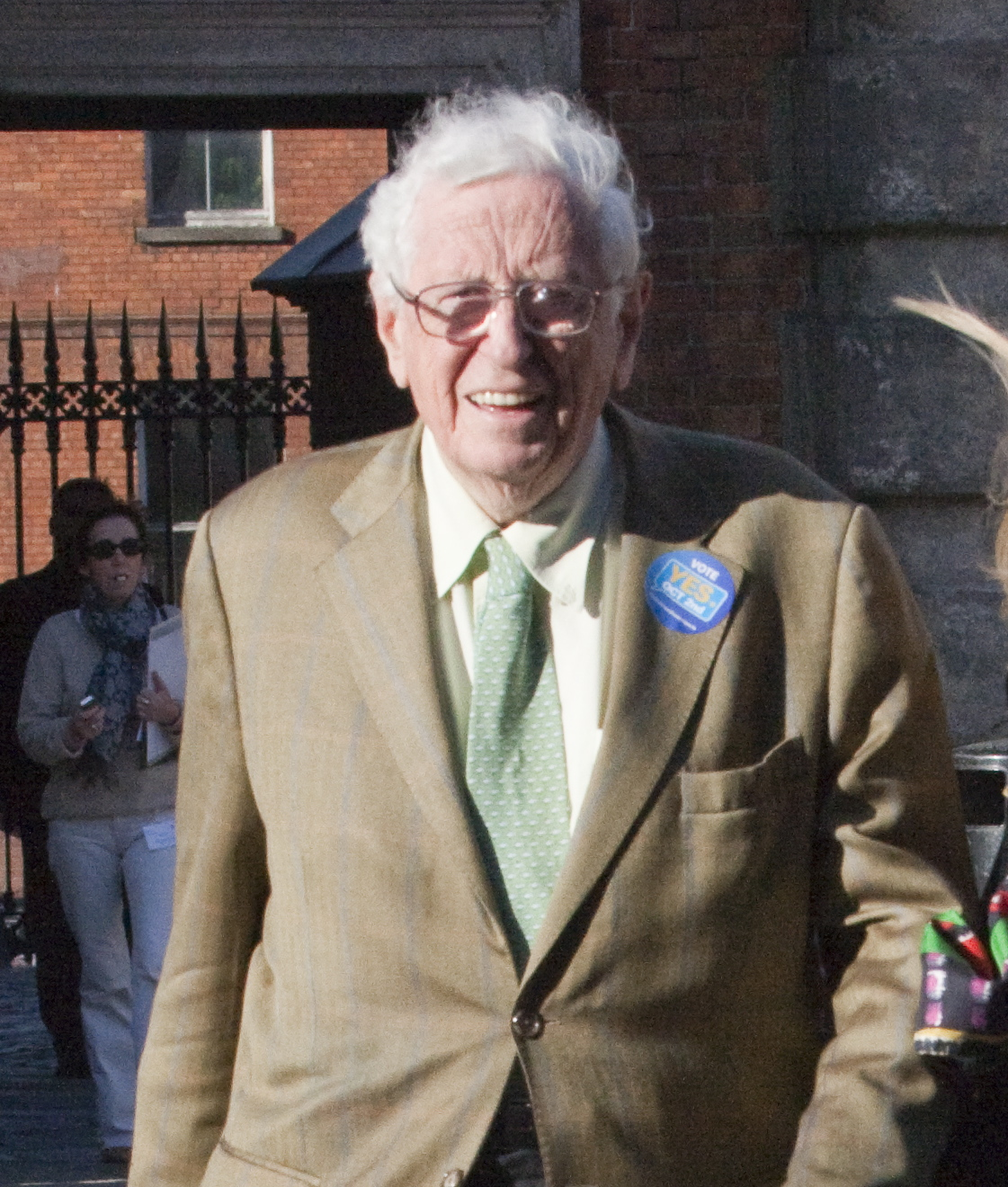
Garret FitzGerald (2009)

Garret Michael FitzGerald (irisch Gearóid Mícheál Mac Gearailt; * 9. Februar 1926 in Dublin; † 19. Mai 2011 ebenda) war ein irischer Politiker und zweimaliger Ministerpräsident (Taoiseach).

## Studium und berufliche Tätigkeiten
Garret FitzGerald entstammte einer politischen Familie und war Sohn des früheren Ministers, Sinn-Féin-Aktivisten und langjährigen Abgeordneten Desmond FitzGerald. Er absolvierte ein Studium der Wirtschaftswissenschaften am University College Dublin (UCD). Dieses schloss er 1946 mit dem akademischen Grad eines Bachelor of Arts ab.
Nach dem Studium wurde er 1947 Mitarbeiter der Fluggesellschaft Aer Lingus. Dort wurde er zu einem anerkannten Fachmann der strategischen Lufttransportplanung und schrieb auch mehrere Fachartikel in der Tageszeitung The Irish Times. Daneben war er seit 1950 auch Irland-Korrespondent der BBC, der Wochenzeitung The Economist und der Financial Times.
1959 kehrte er an das UCD zurück und wurde dort Dozent für Wirtschaftswissenschaften.
Seit 1997 war FitzGerald Kanzler der größten irischen Universität, der National University of Ireland, zu der vier Universitäten und fünf Colleges gehören. Am 22. September 2005 wurde er auch zum Präsidenten des Institute of European Affairs gewählt.

## Politische Laufbahn

### Senator und Abgeordneter
FitzGeralds politische Laufbahn begann 1965 mit der Ernennung zum Mitglied des Oberhauses (Seanad Éireann) des irischen Parlaments (Oireachtas) als Interessenvertreter der Wirtschaft und des Handels. 1969 wurde er erstmals zum Abgeordneten des Unterhauses (Dáil Éireann) gewählt und vertrat dort bis 1992 die Interessen der christdemokratisch-liberal-konservativ geprägten Fine Gael des Wahlkreises Dublin – South – East.

### Außenminister 1973 bis 1977
Nach dem Wahlsieg der Fine Gael 1973 berief ihn Premierminister Liam Cosgrave am 14. März 1973 zum Außenminister Irlands. Während seiner Amtszeit bis zum 5. Juli 1977 verbesserte er das Ansehen des erst 1973 den Europäischen Gemeinschaften beigetretenen Irland und war einer der Hauptmitarbeiter des Lomé-Abkommens vom 28. Februar 1975, das die Beziehungen der EG zu den AKP-Staaten regelte. Auf dem Höhepunkt seiner Amtszeit als Außenminister war er im ersten Halbjahr 1975 der erste irische Präsident des Rats der Europäischen Union. Während dieser Amtszeit war er auch Initiator mehrerer Entscheidungen zur Stärkung der Mechanismen der Europäischen Gemeinschaften.

### Oppositionsführer und Premierminister

#### Machtkampf mit der Fianna Fáil 1981–1982
Nach der Niederlage bei der Parlamentswahl von 1977 gegen die langjährige Regierungspartei Fianna Fáil wurde FitzGerald als Nachfolger von Cosgrave Vorsitzender der Fine Gael und damit Oppositionsführer. In den nächsten vier Jahren erfolgte eine umfangreiche und grundlegende Erneuerung der Partei.
Aus den Parlamentswahlen 1981 ging die Fine Gael als Sieger hervor, so dass FitzGerald am 30. Juni 1981 als Nachfolger seines Studienfreundes Charles J. Haughey (Fianna Fáil) mit der Regierung FitzGerald I erstmals Premierminister wurde. Haughey löste ihn jedoch bereits am 9. März 1982 nach einer weiteren Parlamentswahl wieder ab, nachdem FitzGerald keine Zustimmung zu seinem Haushaltsplan bekam und Staatspräsident Patrick Hillery um die Auflösung des Parlaments bat.

#### Premierminister 1982–1987
Bei der dritten Parlamentswahl innerhalb von 18 Monaten Ende 1982 ging wiederum Fine Gael als Sieger hervor. Am 14. Dezember 1982 wurde FitzGerald zum zweiten Mal Nachfolger von Haughey als Premierminister und bildete zusammen mit der Irish Labour Party eine Koalitionsregierung.
Er hatte versprochen, das von der katholischen Morallehre stark geprägte irische Recht zu liberalisieren. Allerdings gelang seiner Regierung 1985 lediglich das Verbot des Verkaufs von Verhütungsmitteln leicht zu lockern.  Ein Versuch, das strikte Verbot von Ehescheidungen in der irischen Verfassung zu ändern, scheiterte bei einem Referendum. Zusätzlich wurde das bisher schon gesetzlich geltende Verbot der Abtreibung gegen seine Bedenken 1983 ebenfalls durch ein Referendum in der Verfassung verankert,  so dass es nur durch ein neues Referendum aufgehoben werden kann.
Bei dem Bemühen um die Lösung des Nordirlandkonflikts und einem Ausgleich mit der britischen Regierung war er erfolgreicher. Am 15. November 1985 unterzeichnete er zusammen mit der britischen Premierministerin Margaret Thatcher das Anglo-Irische Abkommen, das der Republik Irland ein gewisses Mitspracherecht bei der Verwaltung Nordirlands einräumte, andererseits aber den Status von Nordirland als Teil des Vereinigten Königreichs anerkannte. 
Für seine Verdienste um diese Aussöhnung und sein Lebenswerk wurde ihm im Juli 2003 der Doctor honoris causa der Rechtswissenschaften der University of Ulster verliehen.
Während seiner Amtszeit befand sich Irland in einer schweren Wirtschaftskrise. Bei der Parlamentswahl vom März 1987 erlitt die Fine Gael eine Niederlage. FitzGerald trat vom Amt des Premierministers zurück und wurde wieder von Charles Haughey abgelöst. Zugleich legte er sein Amt als Vorsitzender der Fine Gael nach zehn Jahren nieder und wurde von dem bisherigen Justizminister Alan Dukes abgelöst.
1991 veröffentlichte FitzGerald seine Autobiographie All in Life und zog sich im Jahr darauf endgültig aus dem politischen Leben zurück.
FitzGerald findet die letzte Ruhe nach einem Staatsbegräbnis auf dem Shanganagh cemetery in Shankill bei Dublin.

## Veröffentlichungen
- Garret FitzGerald: Factors influencing air transport rates and fares. In: Journal of The Statistical and Social Inquiry Society of Ireland. Vol. XXVIII, Part V, 1951/1952, ISSN 0081-4776
- Garret FitzGerald: Towards a New Ireland. 1972, ISBN 0853141614
- Garret FitzGerald: All in a Life: Garret FitzGerald, an autobiography. 1991, ISBN 0333470346
- Garret FitzGerald: When Ireland besame divided. 1999,
- Garret FitzGerald: Reflections on the Irish State: Ireland since Independence. 2003, ISBN 0716527758
- Garret FitzGerald und Paul Gillespie: Ireland‘s British Question. Artikel im Prospect-Magazine. Oktober 2006

## Biographische Quellen
- Biographische Notizen auf der Homepage des Irischen Parlaments
- Biographie auf der Homepage der National University of Ireland
- Biographie auf der Homepage der Society of Actuaries of Ireland (PDF-Datei; 105 kB)

## Hintergrundinformationen
- Wahlen und Abgeordnete des Irischen Parlaments
- Artikel über Garret FitzGerald in village.ie